# 物理量
在物理學中，物理量（英語：physical quantity）是指物質、物體、系統、現象、過程等，能用嚴謹的操作型（可观察、可测量、可操作）定義來度量，進而可量化的“性質”。
藉由度量出來的結果，稱為測量值（measured value）或测得值；測量值必須以數值和單位（通常偏好國際單位制單位）的積來表達；此外，用測量值表示物理量时，依其性质可再賦予方向性。

## 成分
根據ISO 80000-1， 物理量的任何值或大小均可表示為與該量的單位的比較。 物理量 Z 的值表示為數值 {Z}（純數）和單位 [Z] 的乘積：
{\displaystyle Z=\{Z\}\times [Z]}
例如：設{\displaystyle Z}為“2米”，那麼，{\displaystyle \{Z\}=2}就是該物理量的數值，而{\displaystyle [Z]=\mathrm {metre} }就是該物理量的單位。
反之，以任意單位表示的數值可得：
{\displaystyle \{Z\}=Z/[Z]}
如同在公式的科學記數法中變數之間一樣，乘號通常被省略。按照慣例，表達量被稱為數量微積分。在該公式中，單位{\displaystyle [Z]}可以被視為一種物理尺寸的特定量值，對於此方法，可以查閱量綱分析。

## 符號與術語
ISO/IEC 80000、IUPAP 紅皮書和IUPAC 綠皮書中列出了使用數量符號的國際建議。 例如，物理量「質量」的建議符號為m，物理量「電荷」的建議符號為Q。

### 版式
物理量通常以斜體字排版。 而純數字量通常以直立羅馬字體印刷，儘管有時也以斜體形式印刷。初等函數的符號（圓三角、雙曲、對數等）、量的變化（如 Δy 中的 Δ）或運算子（如 dx 中的 d）也建議以羅馬字體列印。
例如：
- 1或{\displaystyle {\sqrt {2}}}等實數
- 自然對數的基數e
- 虛數{\displaystyle i}
- 圓的周長與其直徑的比率π
- 在 x, y and z數值上的差異δx, Δy, dz
- sin α, sinh γ, log x

## 代數對象

### 標量
標量是有大小但沒有方向的物理量。 其符號通常為拉丁或希臘字母，並以斜體印刷。

### 向量
向量是具有大小和方向的物理量，其運算遵循向量空間的公理。 作為向量的物理量的符號採用粗體、底線或上方帶有箭頭。 例如，如果 u 是粒子的速度，則其速度的直接符號為 u, u, 或{\displaystyle {\vec {u}}}.

### 張量
標量和向量為最簡單的張量，可以用來描述更普遍的物理量。 例如，柯西應力張量的大小、方向和定向性質。

## 国际单位系统中的物理量
1971年，在第十四屆國際度量衡大會（英語：General Conference of Weights & Measures）中，選擇了以 7 個物理量作為基本量的國際單位系統，其七個“基本物理量”如下：
| 量         | 大陸地區 用的单位名称 | 台灣 用的單位名稱 | 单位符号 | 曾用定義 |
| ---------- | --------------------- | ----------------- | -------- | --- |
| 长度       | 米                    |                   | m        | 光在真空中，1/299,792,458秒之時間間隔內所經過的路徑長。                                                                     |
| 质量       | 公斤                  | 公斤              | kg       | 以铂铱合金制成、底面直径为39毫米、高为39毫米的国际千克原器（圆柱体）的质量定義为1公斤。目前它保存在法国巴黎的国际计量局裡。     |
| 时间       | 秒                    | 秒                | s        | 銫-133原子基態的一特定輻射光波震動9,192,631,770次所需要的時間。                                                             |
| 电流       | 安［培］              | 安培              | A        | 電流流過自由空間中兩條相距1米，其截面積可忽略的細長直導線，若两导线间單位長度之互作用力大小為2x10−7N，此電流為標準的1安培。 |
| 热力学温度 | 开［尔文］            |                   | K        | 水三相點之热力学温度的 1/273.16                                                                                             |
|            | 摩［尔］              | 耳                | mol      | 一系統物質的量，其系統所包含的基本單元數和0.012 kg碳-12的原子數目相等。                                                     |
|            | 坎［德拉］            |                   | cd       | 光源發出頻率為540x1012Hz的單色輻射，在某給定方向上的發光強度，而此方向上每一個球面的輻射強度為1/683（w/sr.）                |

### 引用
1. ↑  .   [2023-09-05]. （原始内容存档于2023-09-05）.
2. ↑  .   [2022-05-19]. （原始内容存档于2022-05-19）.
3. ↑  .   [2023-09-05]. （原始内容存档于2023-09-05）.
4. ↑  . International Organization for Standardization.   [2024-05-13]. （原始内容存档于2016-06-17）.

## 外部連結
- BIPM-base units （页面存档备份，存于）